# Čabdin
Čabdin is een plaats in de gemeente Jastrebarsko in de Kroatische provincie Zagreb. De plaats telt 170 inwoners (2001).

## Geschiedenis
De nederzetting werd in 1249 voor het eerst genoemd als boerderij als een "terra Chebden". In 1783 verscheen hij op de kaart van het eerste militaire onderzoek als "Dorf Cserdin". Het behoort tot de parochie van St. Nicholas in Jaška. Het dorp had 127 inwoners in 1857 en 194 in 1910. Vóór Trianon behoorde het tot het district Jaskai in de provincie Zagreb. In 2001 had het 172 inwoners.